# Contarinia peritomatis
Contarinia peritomatis är en tvåvingeart som först beskrevs av Cockerell 1913.  Contarinia peritomatis ingår i släktet Contarinia och familjen gallmyggor. Inga underarter finns listade i Catalogue of Life.